# Васе Шуперлията
Васил Георгиев Шуперлиев, известен като Васе Шуперлията (името се среща и като Шупарлията, Щуперлиев, Щуперлията), е български хайдутин и революционер, войвода на Вътрешната македоно-одринска революционна организация.

## Биография
Шуперлията е роден в малешевското село Владимирово, тогава в Османската империя, днес в Северна Македония. Става войвода на харамийска чета, в която влизат и Васе Пехливана и Гоне Бегинин. Гоце Делчев го привлича във ВМОРО. Работи като куриер на организацията., води чета, съставена основно от жители на Малешевията, куриери и терористи на Кюстендилския пункт. Загива при пренасяне на оръжие от България край граничното село Ветрен.